# Salvia libanensis
Salvia libanensis es un arbusto perenne de la familia Lamiaceae, endémico de las laderas noroccidentales de la Sierra Nevada de Santa Marta en Colombia, que crece a altitudes entre 2.000 a 2.200 m. S. libanensis es una planta vigorosa que alcanza los 3 metros de altura, con hojas ovadas de 7 a 12 cm de largo y de 3 a 8 cm de ancho, con vellosidades en ambos lados y el envés más pálido. La inflorescencia crece en racimos, con una corola roja de 6 cm.